# ۲۳ مه
۲۳ مه صد و چهل و سومین (در سال‌های کبیسه صد و چهل و چهارمین) روز سال در گاه‌شماری میلادی است. ۲۲۲ روز تا پایان سال باقی‌است.

## رویدادها
- ۱۵۶۸ ـ هلند استقلال خود را از تسلط اسپانیا اعلام کرد.
- ۱۷۸۸ ـ کارولینای جنوبی با تصویب قانون اساسی ایالات متحده هشتمین ایالت این کشور شد.
- ۱۷۸۸ ـ رئیس جمهور مکزیک در پی اخلافات ارزی بین این کشور و ایالات متحده به‌طور غیر رسمی به این کشور اعلام جنگ داد.
- ۱۹۱۵ ـ در طی جنگ اول جهانی و در پی اعلام جنگ ایتالیا به امپراتوری اتریش-مجارستان این کشور به متفقین پیوست.
- ۱۹۴۵ ـ هاینریش هیملر، فرمانده اس‌اس در بازداشت متفقین پس از شناسایی هویتش با خودکشی به زندگی خود پایان داد.
- ۱۹۶۷ ـ مصر تنگه تیران و بندر ایلات در خلیج عقبه را بر روی کشتی‌های اسرائیل مسدود کرد.
- ۱۹۹۵  ـ نخستین نسخه زبان برنامه‌نویسی جاوا منتشر شد.

## زادروزها
- ۱۰۵۲ - فیلیپ یکم، پادشاه فرانسه از سال ۱۰۶۰ تا ۱۱۰۸ میلادی.
- ۱۳۳۰ - گنگ‌مین گوریو، سی و یکمین پادشاه گوریو.
- ۱۷۸۸ - فریدریش روکرت، شاعر آلمانی، مترجم اشعار حافظ به آلمانی.
- ۱۸۴۸ - اوتو لیلینتال، مهندس آلمانی.
- ۱۸۶۳ - ولادیسلاو هورودکی، معمار اهل لهستان.
- ۱۸۸۳ - داگلاس فربنکس، بازیگر، کارگردان و تهیه کننده آمریکایی.
- ۱۹۰۰ - هانس فرانک، وکیل و سیاستمدار آلمانی.
- ۱۹۰۸ - جان باردین، فیزیک‌دان آمریکایی و برنده جایزه نوبل فیزیک.
- ۱۹۱۵ - اس. دونالد استوکی، فیزیک‌دان و شیمی‌دان اهل آمریکا.
- ۱۹۲۲ - فرانسوا پرسون، دوچرخه‌سوار اهل فرانسه.
- ۱۹۳۸ - رابرت واتس، تهیه کننده بریتانیایی.
- ۱۹۶۰ - لیندن اشبی، بازیگر آمریکایی.
- ۱۹۶۵ - تام تیکور، کارگردان آلمانی.
- ۱۹۷۴ - جوئل، خواننده، ترانه سرا و بازیگر آمریکایی.
- ۱۹۸۵ - تیموراز گاباشویلی، تنیس‌باز اهل روسیه.
- ۱۹۸۶ - رایان کوگلر، کارگردان آمریکایی.
- ۱۹۸۸ - آنجلو اوگبونا، بازیکن فوتبال ایتالیایی.
- ۱۹۹۱ - لنا، خواننده آلمانی.
- ۱۹۹۶ - امانوئل بواتنگ، بازیکن فوتبال اهل غنا.
- ۱۹۹۷ - گوستاف نیلسون، بازیکن فوتبال اهل سوئد.
- ۱۹۹۷ - پدرو چیری‌ولا، بازیکن فوتبال اهل اسپانیا.

## درگذشت‌ها
- ۱۵۲۴ - شاه اسماعیل یکم، بنیانگذار و نخستین پادشاه دودمان صفوی.
- ۱۷۰۱ - ویلیام کید، ملوان اهل اسکاتلند.
- ۱۷۵۴ - جان وود، معمار اهل بریتانیا.
- ۱۸۹۵ - فرانتس ارنست نویمان، فیزیک‌دان و دانشمند اهل آلمان.
- ۱۹۰۶ - هنریک ایبسن، شاعر و نویسنده نروژی.
- ۱۹۳۴ - بانی پارکر و کلاید بارو، زوج بانک‌زن و سارقان آمریکایی.
- ۱۹۳۷ - جان دی. راکفلر، سرمایه‌دار و ثروتمندترین آمریکایی تاریخ.
- ۱۹۴۵ - هاینریش هیملر، سیاستمدار آلمانی.
- ۱۹۵۶ - گوستاو سویتس، شاعر اهل استونی.
- ۱۹۸۱ - نصرالله فلسفی، نویسنده ایرانی.
- ۱۹۸۳ - محمد بروجردی، سردار و نظامی ایرانی.
- ۱۹۹۱ - ویلهلم کمپف، موسیقی‌دان و آهنگساز اهل آلمان.
- ۱۹۹۹ - اوون هارت، کشتی‌گیر کانادایی.
- ۲۰۰۹ - رو مو هیون، سیاستمدار اهل کره جنوبی.
- ۲۰۱۵ - ان میرا، بازیگر اهل آمریکا و مادر بن استیلر.
- ۲۰۲۱ - اریک کارل، مؤلف و تصویرگر کتاب اهل آمریکا.
- ۲۰۲۴ - مورگان اسپرلاک، کارگردان و فیلم‌نامه‌نویس اهل آمریکا.
- ۲۰۲۴ - کلیب کار، نویسنده و تاریخ‌نگار آمریکایی.

## مناسبت‌ها
- روز جهانی لاک‌پشت
- روز کار در کشور جامائیکا